# Боскамп, Йохан
Йоханнес «Ян» Боскамп (нидерл. Johannes Boskamp; род. 21 октября 1948, Роттердам, Южная Голландия) — нидерландский футбольный тренер, ранее выступавший как футболист на позиции полузащитник.

## Карьера игрока

### Клубная
Боскамп — воспитанник «Фейеноорд», в системе которого находился в 1965—1974 годах. За этот период времени помог клубу выиграть чемпионат Нидерландов в сезоне 1968/69, 1970/71 и 1973/74, а также в составе «Фейеноорд» стал обладателем кубка Нидерландов в 1969 году, в 1970 году помог команде выиграть Межконтинентальный кубок, а в 1974 году Кубок УЕФА.
В 1974 году перешёл в бельгийский клуб «Моленбек», за который играл до 1982 года. В первом же сезоне в «Моленбеке» помог команде впервые в своей истории выиграть чемпионат Бельгии. В 1984 году перешёл в «Льерс», где в 1984 году закончил карьеру игрока.

### Национальная сборная
5 апреля 1978 года дебютировал в сборной в товарищеской игре против Туниса.
11 июня 1978 года в матче чемпионата мира по футболу против сборной Шотландии сыграл свой второй и последний матч за сборную.

## Карьера тренера
С 1984 по 1998 год возглавлял бельгийские команды «Льерс», «Дендер», «Беверен», «Кортрейк», «Андерлехт» и «Гент». В сезоне 1990/91 помог «Беверену» выиграть второй дивизион, в сезонах 1992/93, 1993/94 и 1994/95 приводил «Андерлехт» к чемпионству, а также в сезоне 1993/94 помог «Андерлехту» выиграть национальный кубок. В 1999 году возглавил тбилисское «Динамо», с которым сразу же выиграл национальное первенство. В 1999 году на условиях совместительства стал управлять сборной Грузии, но провалив отбор к чемпионату Европы 2000 года, был отстранён с должности главного тренера. С 2000 по 2005 году тренировал такие клубы, как: «Генк», эмиратский «Аль-Васл» и кувейтский «Казма». В 2005 году возглавил английский клуб «Сток Сити», но проработав один сезон в клубе, покинул его. С 2006 по 2009 год тренировал бельгийские клубы.

## Статистика

### Матчи Боскампа за сборную Нидерландов
| Матчи Боскампа за сборную Нидерландов | Матчи Боскампа за сборную Нидерландов | Матчи Боскампа за сборную Нидерландов | Матчи Боскампа за сборную Нидерландов | Матчи Боскампа за сборную Нидерландов | Матчи Боскампа за сборную Нидерландов |
| ------------------------------------- | ------------------------------------- | ------------------------------------- | ------------------------------------- | ------------------------------------- | ------------------------------------- |
| №                                     | Дата                                  | Соперник                              | Счёт                                  | Голы Боскампа                         | Соревнование                          |
| 1                                     | 5 апреля 1978                         | Тунис                                 | 4:0                                   | —                                     | Товарищеский матч                     |
| 2                                     | 11 июня 1978                          | Шотландия                             | 2:3                                   | —                                     | Чемпионат мира 1978                   |

Итого: 2 матча / 0 голов; 1 победа, 0 ничьих, 1 поражение.

## Достижения
В качестве игрока
«Фейеноорд»
- Чемпионат Нидерландов по футболу — 1968/69, 1970/71, 1973/74
- Обладатель кубка Нидерландов — 1968/69
- Обладатель Межконтинентального кубка — 1970
- Обладатель Лиги Европы — 1973/74

«Моленбек»
- Чемпионат Бельгии по футболу — 1974/75
- Обладатель кубка Бельгии — 1974/75

В качестве тренера
«Андерлехт»
- Чемпионат Бельгии по футболу — 1992/93, 1993/94, 1994/95

«Динамо» (Тбилиси)
- Чемпионат Грузии по футболу — 1998/99